# Mugalkhod, Mudhol
Mugalkhod là một làng thuộc tehsil Mudhol, huyện Bagalkot, bang Karnataka, Ấn Độ.